# Bonzac
 Bonzac  là một xã thuộc tỉnh Gironde trong vùng Aquitaine tây nam nước Pháp. Xã này nằm ở khu vực có độ cao từ 1-74mét trên mực nước biển.